# Taliouine Assaka
Taliouine Assaka (franska: Taliouine Assaka (CR), Taliouine Assaka (Commune Rurale), arabiska: مركز سيدي الطيبي) är en kommun i Marocko.   Den ligger i provinsen Guelmim och regionen Guelmim-Oued Noun, i den centrala delen av landet, 600 km sydväst om huvudstaden Rabat. Antalet invånare är 1 020.